# Lucfenyő

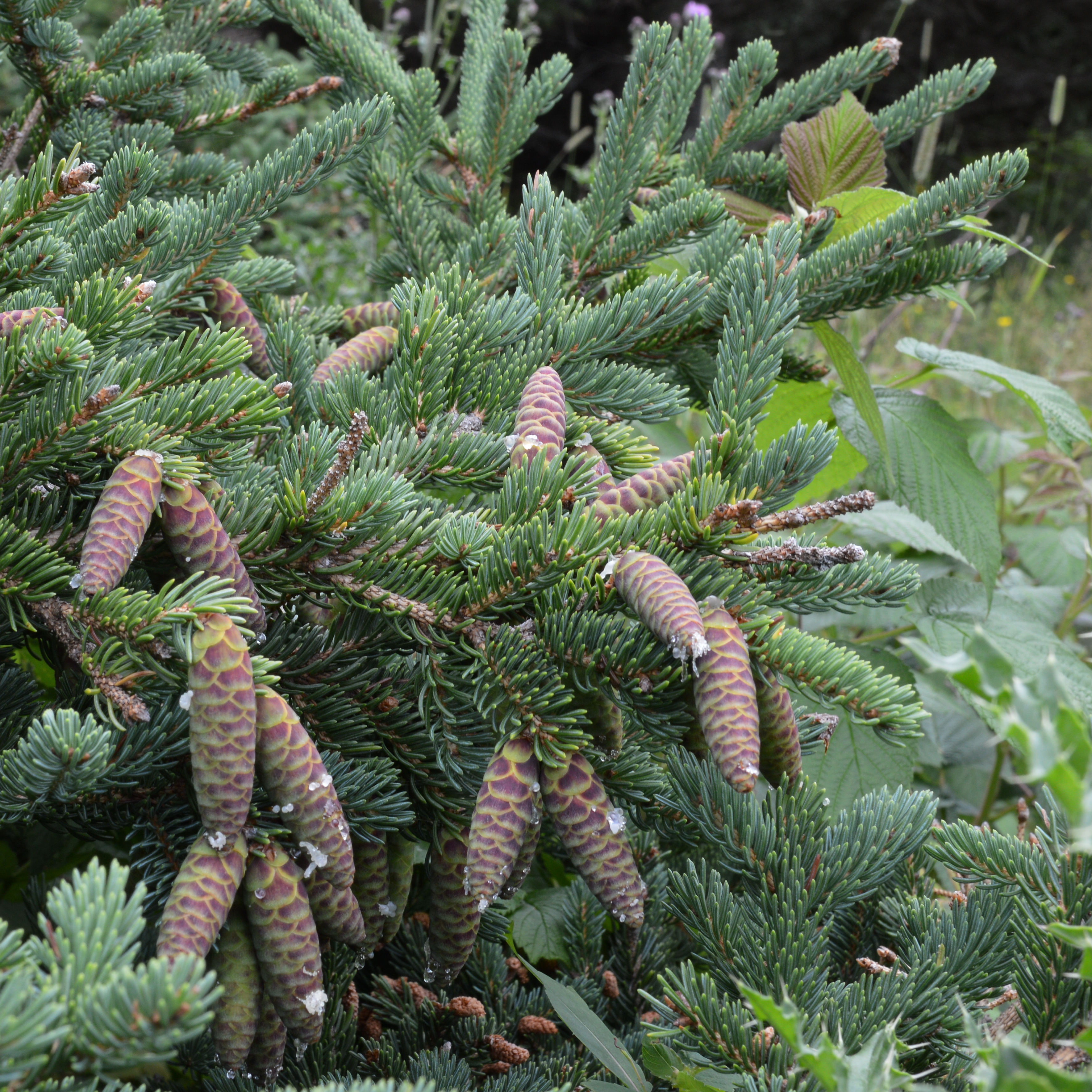
Fehér luc levelei, toboza

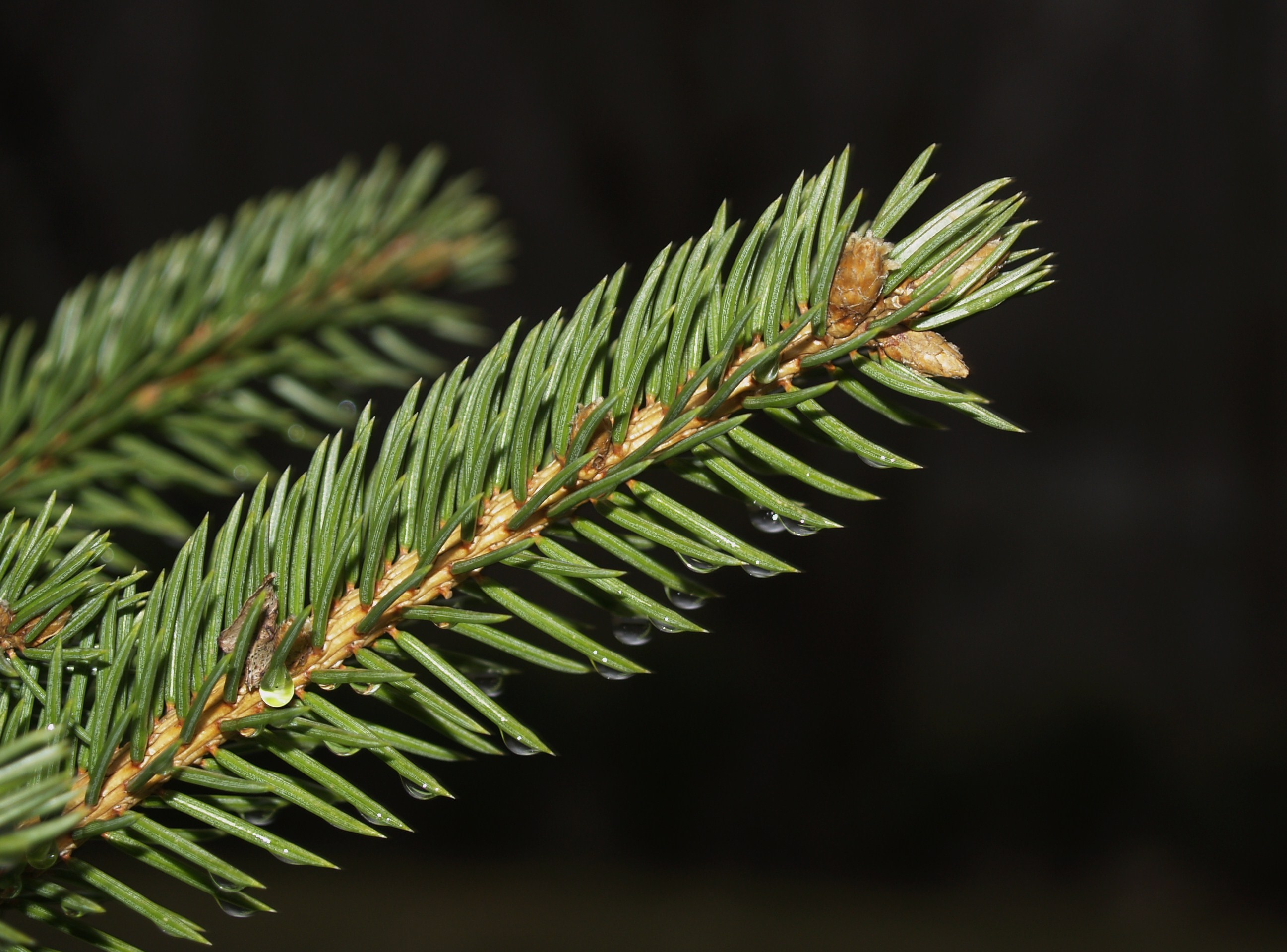
Közönséges lucfenyő levelei

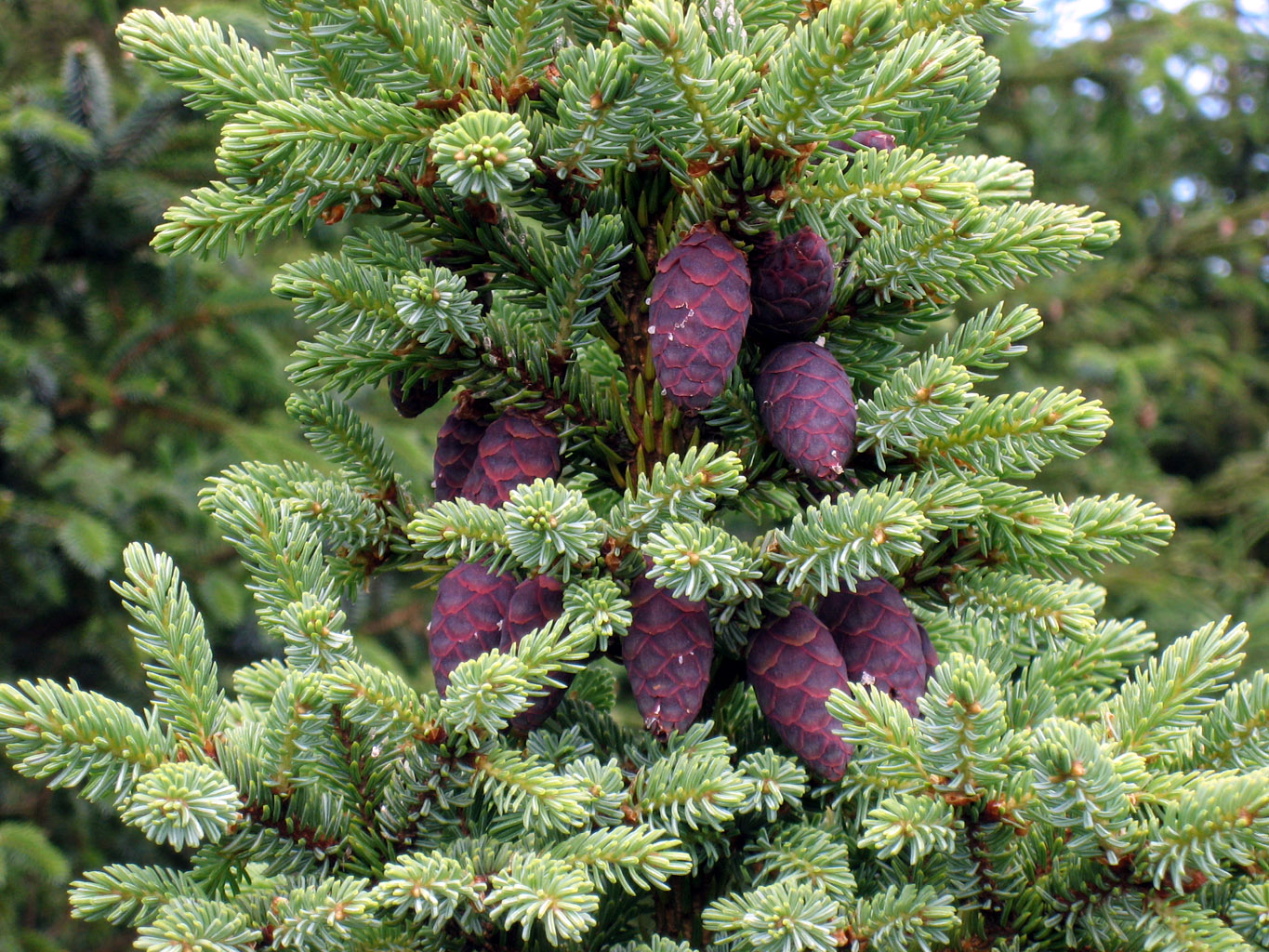
Kanadai fekete luc lombja, toboza

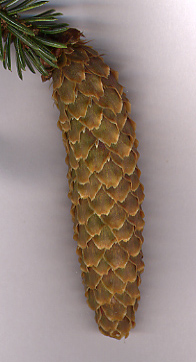
Szitka luc toboza

A lucfenyő (Picea) a fenyőfélék (Pinaceae) egy nemzetsége. Kb. 36 örökzöld növény, tűlevelű fafaj tartozik ide.

## Származása, elterjedése
Az északi mérsékelt égöv hegyvidékein és a tajgában erdőalkotó.

## Megjelenése, felépítése
Kifejlett példányai 20–60, legfeljebb 95 méter magasak is lehetnek, felismerhetők kúp alakú koronájukról, csavarodó ágaikról. Gyökérzete sekély, szétterülő. Vékony kérge pikkelyes. Ágai örvökben állnak.
Szúrós tűlevelei általában négyélűek, szórtan (egyesével) állnak az ágakon spirális elrendezésben. Minden tű egy-egy levélpárnából (pulvinus) nő ki. A levelek keresztmetszete többféle lehet; a legtöbb fajé rombusz alakú, de lehet háromszögletű és lapos is. A lehullott tűlevelek után visszamaradt levélpárnák az ágat durva tapintásúvá teszik (más nemzetségekben az ágak általában simák).
Lecsüngő tobozai éretten általában lehullanak. Vékony tobozpikkelyei nem hullanak le.

## Életmódja, termőhelye
Kezdetben nagyon lassan nő — tíz év alatt egy, esetleg két méter magasra. Ezt a gyors növekedés ideje követi, a 25-30 méter magasságot 30-60 évesen éri el. Az intenzív növekedés 100-120 évig tart. Leginkább a kontinentális éghajlatot kedveli. Szinte bármilyen talajon megél. Sekély gyökérzete miatt a viharok könnyen kidöntik.
Tobozai már az első évben beérnek. Tűlevelei 4–10 éves korukban hullanak le.

### Szaporítása
Magról elsősorban az alapfajt szaporítják, de néhány díszváltozat (fajta) így is elég nagy arányban örökíti tulajdonságait. Ilyen elsősorban a Picea pungens kék lombú alakköre, melynek kiválogatott magoncait 'Glauca' gyűjtőnéven forgalmazzák a díszfaiskolák. Színük nem olyan intenzív, mint az oltott fajoké, de formájuk szabályosabb. Majdnem minden országban van néhány olyan anyafa, amely különösen nagy arányban ad kék lombú populációt. Ezeket a faiskolák néha üzleti titokként tartják nyilván, máskor (pl. az USA-ban) magtermő ültetvényt létesítenek belőlük, és magjukat emelt áron forgalmazzák.) Részben örökíti sárgás lombszínét a Picea abies ‘Finedonensis’, és alakját a Picea abies ‘Virgata’; a törpe fajták magjából pedig (ha egyáltalán hoznak magot) elég sok lesz a törpe utód.

## Rendszertani felosztása

### 1. szekcióPicea
Vastag pikkelyű tobozok; a tűlevelek keresztmetszete négyzet vagy téglalap.
1a A tobozok pikkelyei többnyire hegyesek; a levelek tompák vagy csak enyhén hegyesek:
- közönséges lucfenyő (Picea abies) (Európa; fontos erdőalkotó fa, az „eredeti” karácsonyfa)
- kínai szúrós luc (Picea asperata) (Nyugat-Kína, számos változattal)
- koreai luc (Picea koraiensis) (Koreai-félsziget, Északkelet-Kína.
- Koyama-luc[3] (Picea koyamae) (Japán, hegységek).
- Picea meyeri.

1b A tobozpikkelyek simák, lekerekítettek; a levelek tompák vagy csak enyhén hegyesek:
- kaukázusi luc (keleti luc, Picea orientalis). Kaukázus, Északkelet-Törökország.
- tajvani luc  (Picea morrisonicola). Tajvan (magashegységi).
- Wilson-luc (észak-kínai zöldtobozú luc, Picea wilsonii). Nyugat-Kína
- szibériai luc (Picea obovata). Észak-Skandinávia, Szibéria. Gyakran a P. abies változatának tekintik (hibrideket is alkot vele), de tobozaik különböznek.
- turkesztáni luc (Picea schrenkiana). Közép-Ázsia hegységei.
- himalájai hosszútűs luc (Picea smithiana). Nyugat-Himalája.
- Picea alpestris Európa, Alpok; ritka. Gyakran a P. abies változatának tekintik (hibrideket is alkot vele), de tobozaik különböznek.

1c A tobozpikkelyek simák, lekerekítettek; a tűlevelek csúcsa igen hegyes:
- Picea maximowiczii Japán (ritka, hegységekben).
- japán luc (japán tigrisfark-luc, Picea torano, Picea polita). Japán.
- kínai tigrisfark-luc (Picea neoveitchii). Északnyugat-Kína (ritka, veszélyeztetett).
- Picea martinezii Északkelet-Mexikó (nagyon ritka, veszélyeztetett).
- Picea chihuahuana Északnyugat-Mexikó (ritka).

### 2. szekcióOmorika
A tobozpikkelyek vastagok, hullámosak, a levelek enyhén vagy erősen lapítottak.
2a A tobozpikkelyek simák, lekerekítettek; a levelek lapítottak, aljuk fehér:
- oregoni luc (Picea breweriana). Klamath-hegység, Észak-Amerika; endemikus faj.
- közép-kínai fehér fonákú luc (Picea brachytyla). Délnyugat-Kína.
- Picea farreri Északkelet-Burma, Délnyugat-Kína (hegységek).
- szerb luc (Picea omorika). Szerbia; endemikus faj; fontos kerti fenyő.

2b A tobozpikkelyek többnyire hullámosak; a levelek enyhén lapítottak, aljuk gyakran halványabb:
- kanadai fekete luc (Picea mariana). Észak-Amerika északi része.
- vörös luc (Picea rubens). Észak-Amerika északkeleti része.
- szahalini luc (Picea glehnii). Észak-Japán, Szahalin.
- kétszínű luc (Picea alcoqiana, Picea bicolor) Közép-Japán (hegységek).
- vöröstobozú luc (Picea purpurea). Nyugat-Kína.
- Picea balfouriana Nyugat-Kína.
- licsiangi luc (Picea likiangensis). Délnyugat-Kína.
- Picea spinulosa Kelet-Himalája.

### 3. szekcióCasicta
A tobozpikkelyek igen vékonyak, hullámosak:
- szürke luc (Picea glauca). Észak-Amerika északi része.
- sziklás-hegységi szürke luc (Picea engelmannii). Észak-Amerika nyugati hegységei.
- szitka luc (Picea sitchensis). Észak-Amerika csendes-óceáni partvidéke; a legnagyobb faj, 95 méteres magasságával.
- ajáni luc (Picea jezoensis). Északkelet-Ázsia, Kamcsatkától délre Japánig.
- szúrós luc vagy ezüstfenyő (Picea pungens). Észak-Amerika, Sziklás-hegység. Fontos kerti fenyő.

### Hibrid fajok
- Picea saághyi — Saághy István állította elő a Kámoni arborétumban a szürke luc (Picea glauca) és az ajáni luc (Picea jezoensis) keresztezésével. Kizárólag gyűjteményi jelentősége van.[4]

## Képek

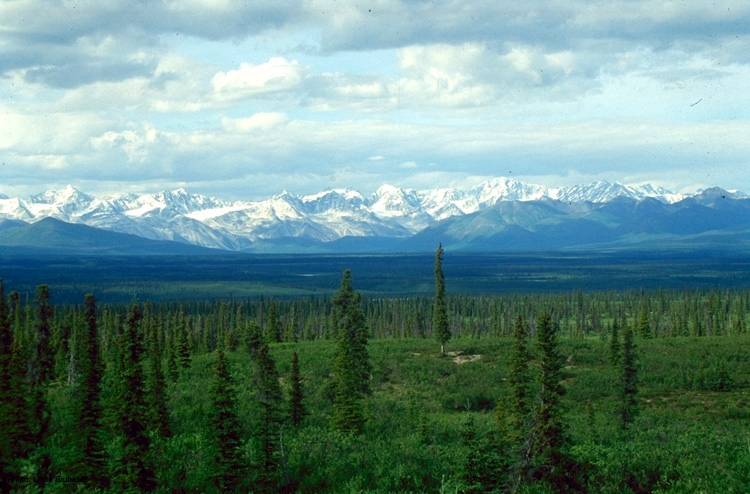
Fehér lucos tajgaerdő Alaszkában
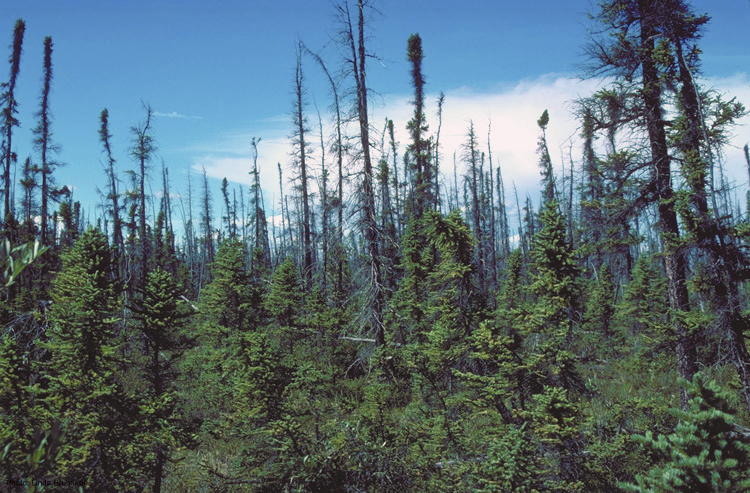
Kanadai fekete lucos tajgaerdő Alaszkában
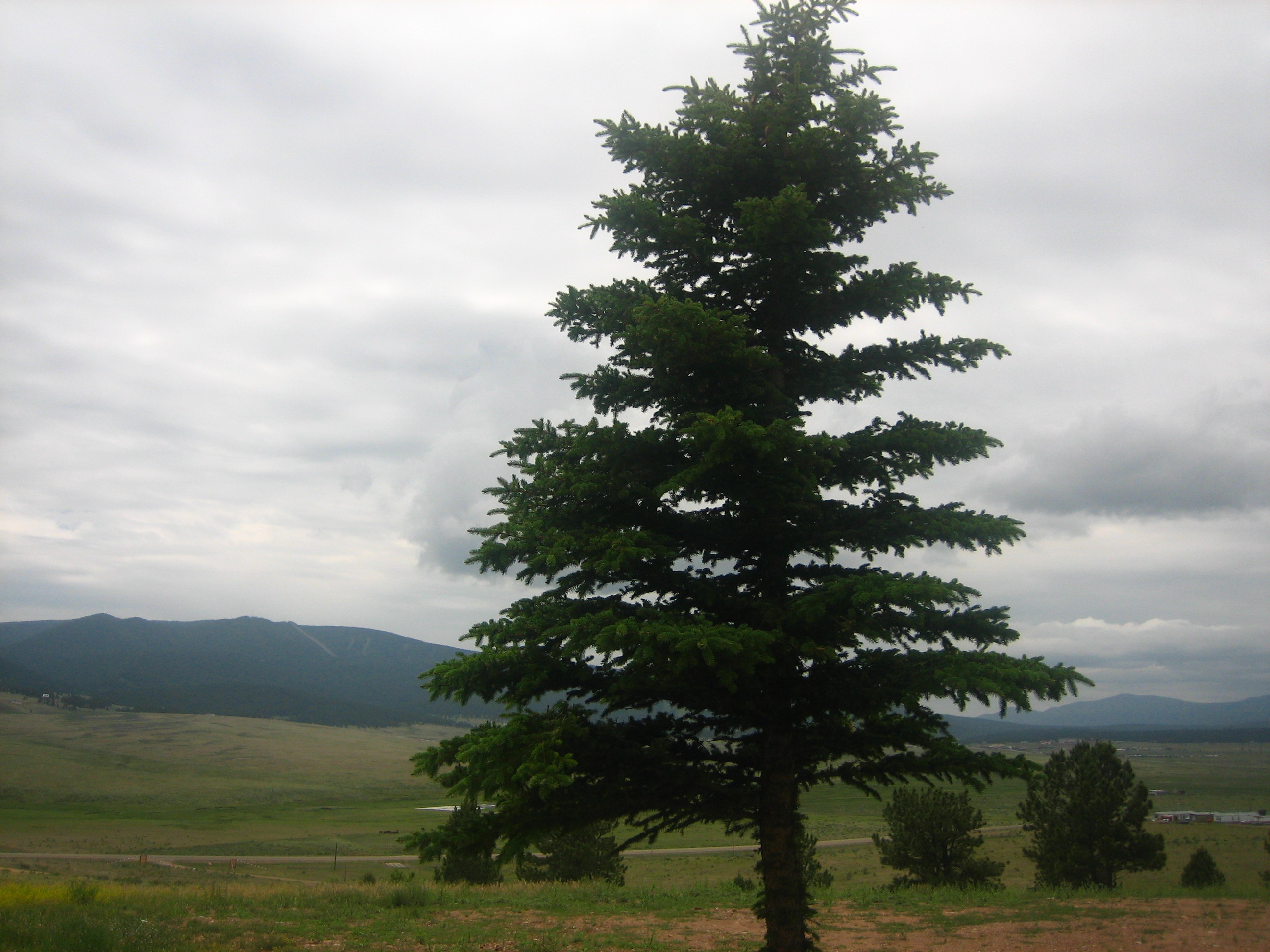
Lucfenyők Új-Mexikóban
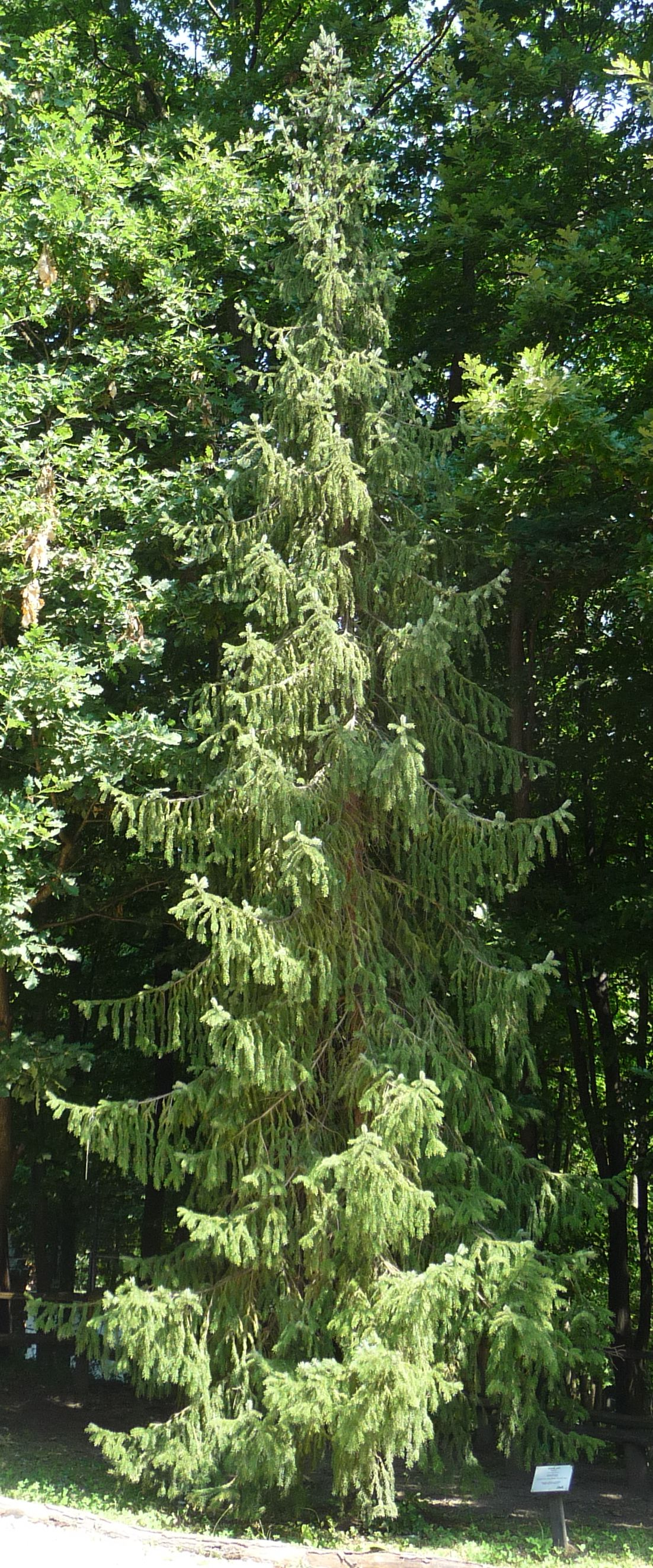
Szerb luc (Picea omorika) a Miskolc Városi Vadasparkban

## Érdekesség
Nyugat-Svédország hegységeiben rábukkantak közönséges lucfenyők egy klónból álló, 9550 éves kolóniájára, ami ezzel a világ legöregebb élő fakolóniái közé tartozik —  gyökereiből újra és újra kihajt, a legidősebb gyökerek kora volt a szénizotópos kormeghatározás szerint 9550 év.

## Fordítás
- Ez a szócikk részben vagy egészben  a   Spruce című angol Wikipédia-szócikk ezen változatának fordításán alapul.  Az eredeti cikk szerkesztőit annak laptörténete sorolja fel. Ez a jelzés csupán a megfogalmazás eredetét és a szerzői jogokat jelzi, nem szolgál a cikkben szereplő információk forrásmegjelöléseként.